# Schekel

Wechselkurs zum Euro seit 2011 (in ILS je Euro)

Der Schekel (hebräisch שֶׁקֶל šeqel; Plural: שְׁקָלים šqalīm) ist die Währung Israels, die auch in den palästinensischen Autonomiegebieten, im Gazastreifen und Teilen des Westjordanlands gesetzliches Zahlungsmittel ist.
Die vollständige hebräische Bezeichnung lautet שקל חדש (Schekel Chadasch – Neuer Schekel). Üblicherweise wird er mit ש״ח (schach) abgekürzt. Das Währungssymbol für den Schekel ist ₪, eine Kombination aus den ersten hebräischen Buchstaben für die Wörter Schekel (ש) und Chadasch (ח). Der arabische Name des Schekels ist شيكل جديد / šīkil ǧadīd, der englische Name ist New Israeli Sheqel, abgekürzt NIS. Der arabische Plural lautet شواكل / šawākil.

## Schekel als Gewicht
Schekel ist ein vorderasiatisches Gewichtsmaß. Gold-, Silber-, Kupfer- und Zinnstücke wurden in Schekel gewogen und dienten als Zahlungsmittel. In Karthago war der Schekel eine Untereinheit des Talents.
Schekel erinnert auch an das hebräische Wort für Gewicht, das Mischkal lautet. Das Wort Schekel taucht mehrmals in der Tora in Bezug auf monetäre (Geschäfts-)abwicklungen auf, etwa als Abraham eine Parzelle für die Beerdigung seiner Frau für 400 Schekel erwarb, oder in Bezug auf die Steuer von einem halben Schekel für das Heiligtum.

## Sonstiges
Schekel bezeichnete auch den vom ersten Zionistenkongress 1897 eingeführten jährlichen Mitgliedsbeitrag für die zionistische Organisation. Mit dem Schekelblankett, einem Formular, wurde diese Zahlung überwiesen.
Vom 15. Jahrhundert bis in die 1930er Jahre war der sogenannte Görlitzer Schekel eine beliebte Medaille deutscher Pilger zum Heiligen Grab in Görlitz, eine Nachbildung heiliger Gegenstände in Jerusalem. Die Medaille bildete grob das Bild des historischen Schekels aus dem 1. Jahrhundert nach, ersetzte jedoch die alten hebräischen Buchstaben durch die mittelalterliche jüdische Quadratschrift.

## Währung und Geschichte
Der Neue israelische Schekel (NIS) wurde am 4. September 1985 eingeführt und ersetzte den alten Schekel (IS) im Verhältnis 1:1000. Dieser hatte erst am 24. Februar 1980 das Israelische Pfund im Verhältnis 1:10 abgelöst. Notwendig wurden diese Maßnahmen wegen der hohen Inflation in den 1980er Jahren.
Es gibt Banknoten von 20, 50, 100 und 200 NIS. Ursprünglich gab es auch 1-, 5- und 10-NIS-Noten. Diese wurden im Laufe der Zeit durch Münzen ersetzt. Kurz nach der Ermordung Rabins gab es Pläne, eine 500-NIS-Note mit seinem Porträt herauszubringen, wegen der niedrigen Inflationsrate wird eine solche Banknote derzeit und in absehbarer Zeit jedoch nicht benötigt. Der Schekel wird unterteilt in 100 Agorot (Singular: Agora, hebr. אגורה). Es gibt Münzen zu 10 Agorot, ½, 1, 2, 5 und 10 Schekel. Die 1-Agora-Münze wurde 1991 aus dem Verkehr genommen, die 5-Agorot-Münze wurde am 1. Januar 2008 ebenfalls außer Kurs gesetzt.
Israel prägt Sammlermünzen in Silber zu 1 und 2 Schekel und in Gold zu 10 und 20 Schekel.

## Banknoten

### Serie C (Seit 2014)
In den Jahren 2014 bis 2017 wurde die aktuelle Banknotenfamilie eingeführt, dabei wurde auch die englische Bezeichnung Sheqalim in Shekels sowie die arabische von شيقل zu شيكل geändert.
| Nennwert    | Bild | Größe       | Vorderseite                                      | Rückseite                                                             | Ausgabe seit       |
| ----------- | ---- | ----------- | ------------------------------------------------ | --------------------------------------------------------------------- | ------------------ |
| 20 Schekel  |      | 129 × 71 mm | Rachel Bluwstein, Palmzweige im Hintergrund      | Der See Genezareth, ein Auszug aus ihrem Gedicht Kinneret             | 23. November 2017  |
| 50 Schekel  |      | 136 × 71 mm | Saul Tschernichowski; Zitrusbäume im Hintergrund | Eine korinthische Säule; Ausschnitt aus dem Gedicht An was ich glaube | 16. September 2014 |
| 100 Schekel |      | 143 × 71 mm | Leah Goldberg, Mandelbaumblüten im Hintergrund   | Eine Gruppe von Gazellen, Ausschnitt aus dem Gedicht: Weiße Tage      | 23. November 2017  |
| 200 Schekel |      | 150 × 71 mm | Nathan Alterman, Herbstblätter im Hintergrund    | Mondscheinflora; Ausschnitt aus dem Gedicht Morning Song              | 23. Dezember 2015  |

### Serie B (1999–2017)
| Nennwert    | Bild        | Vorderseite                                  | Rückseite                                                                                        |
| ----------- | ----------- | -------------------------------------------- | ------------------------------------------------------------------------------------------------ |
| 20 Schekel  | 20 Schekel  | Mosche Scharet Ministerpräsident (1953–1955) | Jüdische Freiwillige im Zweiten Weltkrieg; ein Wachturm, erinnert an Turm-und-Palisaden-Siedlung |
| 50 Schekel  | 50 Schekel  | Samuel Agnon Literatur-Nobelpreisträger      | Agnons Notizbuch, Stift und Brille                                                               |
| 100 Schekel | 100 Schekel | Jizchak Ben Zwi Präsident (1952–1963)        | eine Synagoge in Pek’in                                                                          |
| 200 Schekel | 200 Schekel | Salman Schasar Präsident (1963–1973)         | eine Straße in Safed und ein Text aus einem Essay Schasars über Safed                            |

### Serie A (1985–1999)
| Nennwert    | Bild | Vorderseite     | Rückseite                                                                       | Ausgabe seit      | Einzug ab    |
| ----------- | ---- | --------------- | ------------------------------------------------------------------------------- | ----------------- | ------------ |
| 1 Schekel   |      | Maimonides      | Tiberias, alte Steinlampe                                                       | 8. Mai 1986       | 1995         |
| 5 Schekel   |      | Levi Eschkol    | Wasserleitung der National Water Carrier, Felder und karges Land im Hintergrund | 4. September 1985 | 1995         |
| 10 Schekel  |      | Golda Meir      | Bild von Golda Meir in der Menge als sie 1948 als Botschafterin in Moskau ankam | 4. September 1985 | 1995         |
| 20 Schekel  |      | Mosche Scharet  | Das Herzliya Gymnasium, Tel Aviv im Hintergrund                                 | 2. April 1988     | 1. Juli 2000 |
| 50 Schekel  |      | Samuel Agnon    | Jerusalemer Skyline, ein Schtetl in Osteuropa                                   | 4. September 1985 | 1. Juli 2000 |
| 100 Schekel |      | Jizchak Ben Zwi | Synagoge in Pek’in, mit Johannisbrotbaum und Höhle, alte Steinlampe             | 19. August 1986   | 1. Juli 2000 |
| 200 Schekel |      | Salman Schasar  | Mädchen an einem Schreibtisch, hebräische Druckbuchstaben im Hintergrund        | 16. Februar 1992  | 1. Juli 2000 |

## Münzen
Am 4. September 1985 wurden Münzen zu 1 Agora, 5, 10 und 50 Agorot und 1 Schekel erstmals ausgegeben. Die 1-Agora-Münze wurde seit 1990 nicht mehr hergestellt, die 5-Agorot-Münze folgte 2006. Aus dem Verkehr gezogen wurde die 1-Agora-Münze am 1. April 1991 und die 5-Agorot-Münze am 1. Januar 2008. Zurzeit gibt es Münzen zu 10 Agorot, ½, 1, 2, 5 und 10 Schekel.
| Abbildung | Ausgabe seit:     |
| --------- | ----------------- |
|           | 4. September 1985 |
|           | 4. September 1985 |
|           | 4. September 1985 |
|           | 9. Dezember 2007  |
|           | 2. Januar 1990    |
|           | 7. Februar 1995   |

Eingezogene Münzen:
| Abbildung | Ausgabe seit:     | Hergestellt bis: | Außer Kurs gesetzt am: |
| --------- | ----------------- | ---------------- | ---------------------- |
|           | 4. September 1985 | 1990             | 1. April 1991          |
|           | 4. September 1985 | 2006             | 1. Januar 2008         |